# 800 mètres féminin aux Jeux olympiques d'été de 2016 (athlétisme)
Pour un article plus général, voir Athlétisme aux Jeux olympiques d'été de 2016.
Navigation
Londres 2012 Tokyo 2020
L'épreuve du 800 mètres féminin aux Jeux olympiques de 2016 se déroule du 17 au 20 août 2016 au Stade olympique de Rio de Janeiro, au Brésil. Elle est remportée par la Sud-Africaine Caster Semenya dans le temps de 1 min 55 s 28.

## Résultats

### Finale
| Rang               | Couloir | Athlète            | Pays            | Temps   | Notes |
| ------------------ | ------- | ------------------ | --------------- | ------- | ----- |
| Médaille d'or      | 3       | Caster Semenya     | Afrique du Sud  | 1:55.28 | NR    |
| Médaille d'argent  | 5       | Francine Niyonsaba | Burundi         | 1:56.49 |       |
| Médaille de bronze | 4       | Margaret Wambui    | Kenya           | 1:56.89 | PB    |
| 4                  | 6       | Melissa Bishop     | Canada          | 1:57.02 | NR    |
| 5                  | 2       | Joanna Jóźwik      | Pologne         | 1:57.37 | PB    |
| 6                  | 7       | Lynsey Sharp       | Grande-Bretagne | 1:57.69 | PB    |
| 7                  | 8       | Maryna Arzamasava  | Biélorussie     | 1:59.10 |       |
| 8                  | 1       | Kate Grace         | États-Unis      | 1:59.57 |       |

### Demi-finales
- Les 2 premières de chaque série (Q) et les 2 meilleurs temps (q) se qualifient pour la finale.

#### Demi-finale 1
| Rang | Couloir | Athlète             | Pays       | Temps   | Notes |
| ---- | ------- | ------------------- | ---------- | ------- | ----- |
| 1    | 3       | Margaret Wambui     | Kenya      | 1:59.21 | Q     |
| 2    | 6       | Francine Niyonsaba  | Burundi    | 1:59.59 | Q     |
| 3    | 7       | Ajee' Wilson        | États-Unis | 1:59.75 |       |
| 4    | 4       | Nataliya Pryshchepa | Ukraine    | 1:59.95 |       |
| 5    | 1       | Renée Eykens        | Belgique   | 2:00.45 |       |
| 6    | 8       | Halimah Nakaayi     | Ouganda    | 2:00.63 |       |
| 7    | 2       | Yusneysi Santiusti  | Italie     | 2:00.80 |       |
| 8    | 5       | Angelika Cichocka   | Pologne    | 2:01.29 |       |

#### Demi-finale 2
| Rang | Couloir | Athlète               | Pays            | Temps   | Notes |
| ---- | ------- | --------------------- | --------------- | ------- | ----- |
| 1    | 1       | Joanna Jóźwik         | Pologne         | 1:58.93 | Q, SB |
| 2    | 4       | Melissa Bishop        | Canada          | 1:59.05 | Q     |
| 3    | 5       | Selina Büchel         | Suisse          | 1:59.35 |       |
| 4    | 2       | Lovisa Lindh          | Suède           | 1:59.41 | PB    |
| 5    | 7       | Shelayna Oskan-Clarke | Grande-Bretagne | 1:59.45 | SB    |
| 6    | 6       | Habitam Alemu         | Éthiopie        | 2:00.07 |       |
| 7    | 3       | Eunice Jepkoech Sum   | Kenya           | 2:00.88 |       |
| 8    | 8       | Nataliia Lupu         | Ukraine         | 2:02.10 |       |

#### Demi-finale 3
| Rang | Couloir | Athlète           | Pays            | Temps   | Notes |
| ---- | ------- | ----------------- | --------------- | ------- | ----- |
| 1    | 5       | Caster Semenya    | Afrique du Sud  | 1:58.15 | Q     |
| 2    | 4       | Lynsey Sharp      | Grande-Bretagne | 1:58.65 | Q     |
| 3    | 6       | Kate Grace        | États-Unis      | 1:58.79 | q, PB |
| 4    | 3       | Maryna Arzamasava | Biélorussie     | 1:58.87 | q     |
| 5    | 8       | Noélie Yarigo     | Bénin           | 1:59.78 |       |
| 6    | 7       | Winny Chebet      | Kenya           | 2:01.90 |       |
| 7    | 2       | Amela Terzić      | Serbie          | 2:03.81 |       |
| 8    | 1       | Wang Chunyu       | Chine           | 2:04.05 |       |

### Séries
- Les 2 premières de chaque série (Q) et les 8 meilleurs temps (q) se qualifient pour les demi-finales.

#### Série 1
| Rang | Couloir | Athlète            | Pays             | Temps   | Notes |
| ---- | ------- | ------------------ | ---------------- | ------- | ----- |
| 1    | 4       | Lynsey Sharp       | Grande-Bretagne  | 2:00.83 | Q     |
| 2    | 1       | Amela Terzić       | Serbie           | 2:00.99 | Q, SB |
| 3    | 6       | Sahily Diago       | Cuba             | 2:01.38 |       |
| 4    | 8       | Angela Petty       | Nouvelle-Zélande | 2:02.40 |       |
| 5    | 7       | Justine Fedronic   | France           | 2:02.73 |       |
| 6    | 2       | Olha Lyakhova      | Ukraine          | 2:03.02 |       |
| 7    | 3       | Florina Pierdevară | Roumanie         | 2:03.32 |       |
| 8    | 5       | Ciara Everard      | Irlande          | 2:07.91 |       |

#### Série 2
| Rang | Couloir | Athlète               | Pays              | Temps   | Notes |
| ---- | ------- | --------------------- | ----------------- | ------- | ----- |
| 1    | 4       | Caster Semenya        | Afrique du Sud    | 1:59.31 | Q     |
| 2    | 8       | Ajee' Wilson          | États-Unis        | 1:59.44 | Q, SB |
| 3    | 5       | Shelayna Oskan-Clarke | Grande-Bretagne   | 1:59.67 |       |
| 4    | 3       | Wang Chunyu           | Chine             | 1:59.93 | PB    |
| 5    | 1       | Margarita Mukasheva   | Kazakhstan        | 2:00.97 |       |
| 6    | 2       | Claudia Bobocea       | Roumanie          | 2:03.75 |       |
| 7    | 7a      | Rose Nathike Lokonyen | Athlètes réfugiés | 2:16.64 |       |
| 8    | 7b      | Houleye Ba            | Mauritanie        | 2:43.52 |       |
| –    | 6       | Rababe Arafi          | Maroc             | NC      | DNF   |

#### Série 3
| Rang | Couloir | Athlète             | Pays      | Temps   | Notes |
| ---- | ------- | ------------------- | --------- | ------- | ----- |
| 1    | 2       | Selina Büchel       | Suisse    | 1:59.00 | Q, SB |
| 2    | 6       | Margaret Wambui     | Kenya     | 1:59.66 | Q     |
| 3    | 4       | Nataliya Pryshchepa | Ukraine   | 1:59.80 |       |
| 4    | 7       | Gudaf Tsegay        | Éthiopie  | 2:00.13 |       |
| 5    | 5       | Sifan Hassan        | Pays-Bas  | 2:00.27 | SB    |
| 6    | 3       | Tintu Lukka         | Inde      | 2:00.58 | SB    |
| 7    | 8       | Selma Kajan         | Australie | 2:05.20 |       |
| 8    | 1       | Tsepang Sello       | Lesotho   | 2:10.22 |       |

#### Série 4
| Rang | Couloir | Athlète             | Pays        | Temps   | Notes |
| ---- | ------- | ------------------- | ----------- | ------- | ----- |
| 1    | 3       | Melissa Bishop      | Canada      | 1:58.38 | Q     |
| 2    | 4       | Maryna Arzamasava   | Biélorussie | 1:58.44 | Q, SB |
| 3    | 5       | Habitam Alemu       | Éthiopie    | 1:58.99 | q, PB |
| 4    | 7       | Noélie Yarigo       | Bénin       | 1:59.12 | q     |
| 5    | 2       | Halimah Nakaayi     | Ouganda     | 1:59.78 | q     |
| 6    | 8       | Aníta Hinriksdóttir | Islande     | 2:00.14 | SB    |
| 7    | 1       | Christina Hering    | Allemagne   | 2:01.04 |       |
| 8    | 6       | Fatma El Sharnouby  | Égypte      | 2:21.24 |       |

#### Série 5
| Rang | Couloir | Athlète             | Pays       | Temps   | Notes |
| ---- | ------- | ------------------- | ---------- | ------- | ----- |
| 1    | 3       | Eunice Jepkoech Sum | Kenya      | 1:59.83 | Q     |
| 2    | 2       | Nataliia Lupu       | Ukraine    | 1:59.91 | Q     |
| 3    | 7       | Kate Grace          | États-Unis | 1:59.96 | q     |
| 4    | 8       | Renée Eykens        | Belgique   | 2:00.00 | q     |
| 5    | 1       | Tigist Assefa       | Éthiopie   | 2:00.21 |       |
| 6    | 6       | Winnie Nanyondo     | Ouganda    | 2:02.77 | SB    |
| 7    | 4       | Amina Bakhit        | Soudan     | 2:07.65 |       |
| 8    | 5       | Swe Li Myint Myint  | Birmanie   | 2:16.98 |       |

#### Série 6
| Rang | Couloir | Athlète            | Pays       | Temps   | Notes |
| ---- | ------- | ------------------ | ---------- | ------- | ----- |
| 1    | 3       | Angelika Cichocka  | Pologne    | 2:00.42 | Q     |
| 2    | 1       | Yusneysi Santiusti | Italie     | 2:00.45 | Q     |
| 3    | 4       | Rose Mary Almanza  | Cuba       | 2:00.50 |       |
| 4    | 8       | Malika Akkaoui     | Maroc      | 2:00.52 |       |
| 5    | 7       | Hedda Hynne        | Norvège    | 2:01.64 | SB    |
| 6    | 2       | Déborah Rodríguez  | Uruguay    | 2:01.86 |       |
| 7    | 5       | Simoya Campbell    | Jamaïque   | 2:02.07 |       |
| 8    | 6       | Charline Mathias   | Luxembourg | 2:09.30 |       |

#### Série 7
| Rang | Couloir | Athlète          | Pays     | Temps   | Notes |
| ---- | ------- | ---------------- | -------- | ------- | ----- |
| 1    | 1       | Joanna Jóźwik    | Pologne  | 2:01.58 | Q     |
| 2    | 6       | Winny Chebet     | Kenya    | 2:01.65 | Q     |
| 3    | 8       | Esther Guerrero  | Espagne  | 2:01.85 |       |
| 4    | 4       | Lisneidy Veitia  | Cuba     | 2:02.10 |       |
| 5    | 2       | Rénelle Lamote   | France   | 2:02.19 |       |
| 6    | 5       | Eglė Balčiūnaitė | Lituanie | 2:02.98 | SB    |
| 7    | 7       | Kenia Sinclair   | Jamaïque | 2:03.76 |       |
| 8    | 3       | Flávia de Lima   | Brésil   | 2:03.78 | SB    |

#### Série 8
| Rang | Couloir | Athlète               | Pays                      | Temps   | Notes |
| ---- | ------- | --------------------- | ------------------------- | ------- | ----- |
| 1    | 4       | Francine Niyonsaba    | Burundi                   | 1:59.84 | Q     |
| 2    | 5       | Lovisa Lindh          | Suède                     | 2:00.04 | Q, PB |
| 3    | 8       | Natoya Goule          | Jamaïque                  | 2:00.49 |       |
| 4    | 3       | Lucia Hrivnák Klocová | Slovaquie                 | 2:00.57 | SB    |
| 5    | 7       | Yuliya Karol          | Biélorussie               | 2:01.09 | PB    |
| 6    | 2       | Chrishuna Williams    | États-Unis                | 2:01.19 |       |
| 7    | 1       | Fabienne Kohlmann     | Allemagne                 | 2:05.36 |       |
| 8    | 6       | Elisabeth Mandaba     | République centrafricaine | 2:11.70 | NR    |

## Légende
Records et Performances
- AR : Record continental (area record)
- CR : Record des championnats (championship record)
- MR : Record du meeting (meet record)
- NR : Record national (national record)
- OR : Record olympique (olympic record)
- PR : Record paralympique (paralympic record)
- PB : Record personnel (personal best)
- SB : Meilleure performance personnelle de la saison (season's best)
- WL : Meilleure performance mondiale de l'année (world leader)
- WJR : Record du monde junior (world junior record)
- WR : Record du monde (world record)

Circonstances et Conditions
- DNF : N'a pas terminé (did not finish)
- DNS : N'a pas pris le départ (did not start)
- DQ : Disqualification (disqualification)
- NM : Aucun essai valable enregistré (No Mark)
- Q : Qualifié « directement » au prochain tour (ou à la prochaine compétition), lors d'une compétition majeure, grâce au classement ou à la réalisation des minima (automatic qualifier)
- q : Qualifié au prochain tour (ou à la prochaine compétition), lors d'une compétition majeure, grâce au repêchage ou à la réalisation de l'une des meilleures performances parmi celles des « non qualifiés directement » (grâce au meilleur temps ou à la meilleure distance par exemple) (secondary qualifier)